# Csutak úrfi
A Csutak úrfi (eredeti cím: Poil de carotte) 1996 és 1999 között futott televíziós francia rajzfilmsorozat, amelyet Jules Renard 1894-ben megjelent azonos című regénye alapján készült. 
A sorozatot Franciaországban 1999. június 30. és 2001.április 10. között a TF1-en a TF! Jeunesse blokkban, majd 2006. július 26. és 2008 június 8. között a France 5, míg Magyarországon először a Duna TV mutatta be,, később Minimax is műsorra tűzte 2008-2009 táján. 

## Cselekmény
A sorozat egy vörös hajú kisfiúról szól. Jellemző rá, hogy nagyon okos, a tanárai nagyon elégedettek vele. Az otthoni élete viszont nem tökéletes: Csutak úrfi apja édesanyja halála után új asszonyt hozott a házba. Az új asszony pedig nem igazán viseli el, hogy Csutak úrfi ügyesebb a fiánál, Felixnél. Voltaképpen ő számít a sorozat fő gonosztevőjének. A vörös hajú gyereknek azonban vannak barátai is, akik segítik problémái megoldásában.

## Szereplők
| Szereplő    | Eredeti hang   | Magyar hang    |
| ----------- | -------------- | -------------- |
| Csutak úrfi | Charles Pestel | Hamvas Dániel  |
|             |                | Tóth Judit     |
|             |                | Barbinek Péter |
|             |                | Holl Nándor    |
|             |                | Roatis Andrea  |

### Magyar változat
- Bemondó: Kiss Erika
- Szerkesztő: Barabás Klára
- Magyar szöveg: Alföldi Angéla
- Hangmérnök: Schriffter László
- Gyártásvezető: Nagy Zoltán
- Szinkronrendező: Marton Bernadett

A szinkront a Duna Televízió megbízásából a Hang-Kép szinkroncsoport készítette.